# 天主教尤布貢教區
天主教尤布貢教區 （拉丁語：Dioecesis Yopugonensis）是科特迪瓦一個羅馬天主教教區，屬阿比讓總教區。
教區成立於1982年6月8日，包括達布省、雅克維爾省和錫肯西省，2010年有教友613,000人（佔轄區總人口22.1%）、四十三個堂區、151名司鐸。現任教區主教為勞倫‧阿克朗‧芒迪奧。